# 托比亚斯·阿尔特
托比亚斯·阿尔特（德語：Tobias Arlt，1987年6月2日—），德国男子雪橇运动员。他曾代表德国参加2014年和2018年冬季奥林匹克运动会雪橇比赛，共获得四枚金牌。
在中国北京举行的2022年冬季奥林匹克运动会雪橇比赛上获得双人项目金牌。

## 個人生活
2013年12月阿爾特女友诞下一女。

## 外部連結
- 托比亞斯·阿爾特在FIL（英语）
- 托比亞斯·阿爾特在Olympedia（英语）
- 托比亞斯·阿爾特在German Olympic Sports Confederation（德语）